# 泉大津本線料金所
泉大津本線料金所（いずみおおつほんせんりょうきんじょ）は、大阪府泉大津市汐見町にかつてあった阪神高速道路4号湾岸線の本線料金所。りんくう（泉佐野）方面のみに設置されていた料金所であった。泉大津PAが完成するまでは泉大津ミニPAが併設されていた。
当料金所は2021年（令和3年）5月30日午前1時をもって運用を終了し、撤去された。跡地には泉大津大型専用パーキングエリアが2022年（令和4年）4月27日に供用開始された。

## 道路
- 阪神高速4号湾岸線

## 料金所

### りんくう・泉佐野方面
- ブース数：6
  - ETC専用：4（時間帯によっては一般になる場合がある）
  - 一般：2

## 隣
阪神高速4号湾岸線
(4-14)泉大津出入口/PA - 泉大津TB（廃止）/泉大津大型専用PA（南行のみ） - (4-15,4-16)岸和田北出入口